# Статландер, Крис
Кристен Стадтландер (англ. Kristen Stadtlander, род. 7 августа 1995, Уэст-Айслип, Нью-Йорк) — американская женщина-рестлер, более известная под именем Крис Статла́ндер (англ. Kris Statlander). В настоящее время она выступает в All Elite Wrestling.

## Ранняя жизнь
Статландер родилась в Уэст-Айслипе, Нью-Йорк, на Лонг-Айленде. После работы в качестве дублера, в 2016 году она начала обучение рестлингу под руководством Пэта Бака и Курта Хокинса в Create A Pro Wrestling Academy в Хиксвилле, Нью-Йорк. Позже Статландер стала первой выпускницей академии.

## Титулы и достижения
- AAW Wrestling
  - Чемпион AAW среди женщин (1 раз)[5]
- All Elite Wrestling
  - Чемпион TBS AEW (1 раз)
- Create A Pro Wrestling
  - Телевизионный чемпион CAP (1 раз)[6]
- Beyond Wrestling
  - Турнир охотников за сокровищами (2019)[7]
- IndependentWrestling.TV
  - Чемпион Independent Wrestling (1 раз)[8]
- New York Wrestling Connection
  - Чемпион NYWC среди старлеток (1 раз)[9]
- Pro Wrestling Illustrated
  - № 26 в топ 150 женщин-рестлеров в рейтинге PWI Women’s 150 в 2021[10]
- Sports Illustrated
  - № 6 в топ 10 женщин-рестлеров в 2019[11]
- Victory Pro Wrestling
  - Чемпион VPW среди женщин (2 раза)[12]
- Women Superstars United
  - Чемпион мира WSU (1 раз)[13]
  - Временный чемпион мира WSU (1 раз)[14]
  - Чемпион духа WSU (1 раз)[15]